# (5209) Oloosón
(5209) Oloosón es un asteroide que forma parte de los asteroides troyanos de Júpiter, descubierto el 13 de febrero de 1989 por Tsutomu Seki desde el Observatorio de Geisei, Geisei, Japón.

## Designación y nombre
Designado provisionalmente como 1989 CW1, se le asignó el nombre definitivo en honor a Oloosón, una de las ciudades que componían los cuarenta barcos dirigidos por Polipetes como parte de la armada griega en la guerra de Troya.

## Características orbitales
Oloosón está situado a una distancia media del Sol de 5,187 ua, pudiendo alejarse hasta 5,445 ua y acercarse hasta 4,930 ua. Su excentricidad es 0,049 y la inclinación orbital 9,051 grados. Emplea 4316,02 días en completar una órbita alrededor del Sol.

## Características físicas
La magnitud absoluta de Oloosón es 10,2. Tiene 48 km de diámetro y su albedo se estima en 0,069.